# Maços
Macos é uma aldeia Portuguesa da Freguesia de Nogueira da Montanha, concelho de Chaves com cerca de 90 habitantes, pouca gente jovem, alguns idosos.

## Topónimo
Maços tem por topónimo um termo que poderia designar um foro que esta população teria que pagar ao senhor dela ou ao rei.

## Localização
Maços é uma aldeia da Serra do Brunheiro, localizada no planalto da serra. Terra de invernos frios, rigorosos, até ingratos dos quase 900 metros de altitude, que lhe dão também verões luminosos que tanto são arejados como extremamente quentes. Terra de montanha com vistas amplas, quer para as terras um pouco mais quentes de Valpaços, para Espanha,todas as montanhas do Barroso e principalmente para o inigualável vale de Chaves que está aos seus pés.

## Atividades económicas
As principais atividades são a agricultura, e criação de gado.
Maços integra-se o roteiro de produção de batata destinada a "semente", além de batata para consumo. Outros produtos agrícolas são os cereais, principalmente o centeio, legumes e lenha, obtida em frondosos carvalhais.
Terra de boa batata, bom “pão”, alguma castanha, as hortas ao pé da casa e animais domésticos.

## Património
- Igreja de Pardelhas, belíssima é partilhada por Maços e Carvela
- Capela de Santo Amaro
- Fonte romana de mergulho
- Marco Geodésico
- Nicho de Maços

## Aldeias vizinhas
- Carvela, 1 km
- Nogueira da Montanha, 1.5 km
- Santiago do Monte, 1.7 km
- Paranhos, 2 Km
- Gondar, 1.3 km
- Quintela, 3 km
- Friões, 4 km
- Ferrugende,4.5 km existe um caminho de terra batida entre Maços e Ferrugende via paranhos 2.5 km)

## Festas e romarias
- N. Sra. da Natividade (1ª quinzena de Agosto)
- Santo Amaro (15 de Janeiro)

## Santo Amaro
- O orago da aldeia é Santo Amaro.
- Santo Amaro também é conhecido por São Mauro
- Viveu no Século VI, foi contemporâneo de São Bento
- Considerado o fundaddor do beneditismo em França
- Padroeiro dos Ferroviários
- Festa Litúrgica: 5 de Outubro

## Galeria fotográfica

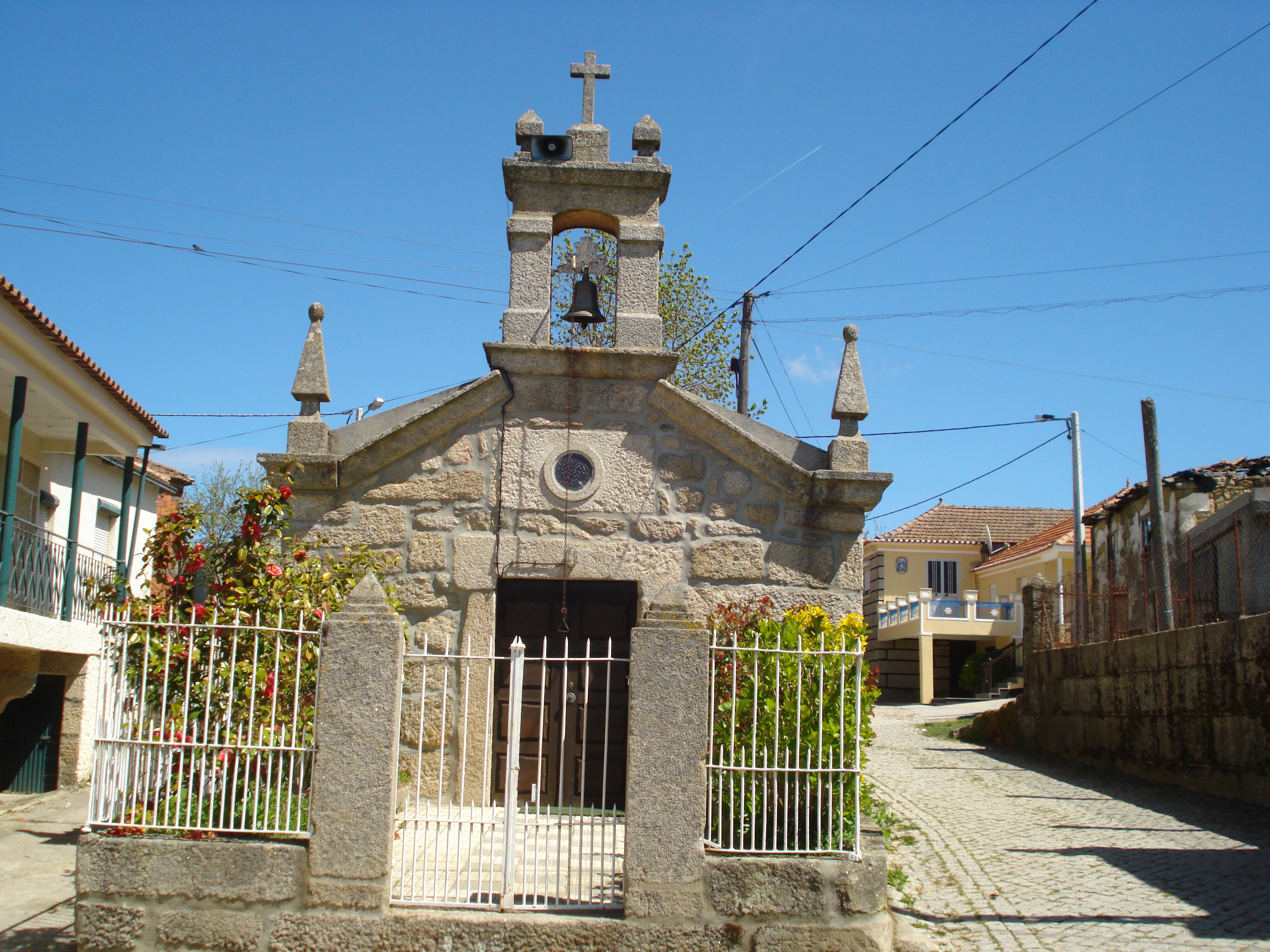
Capela de Maços
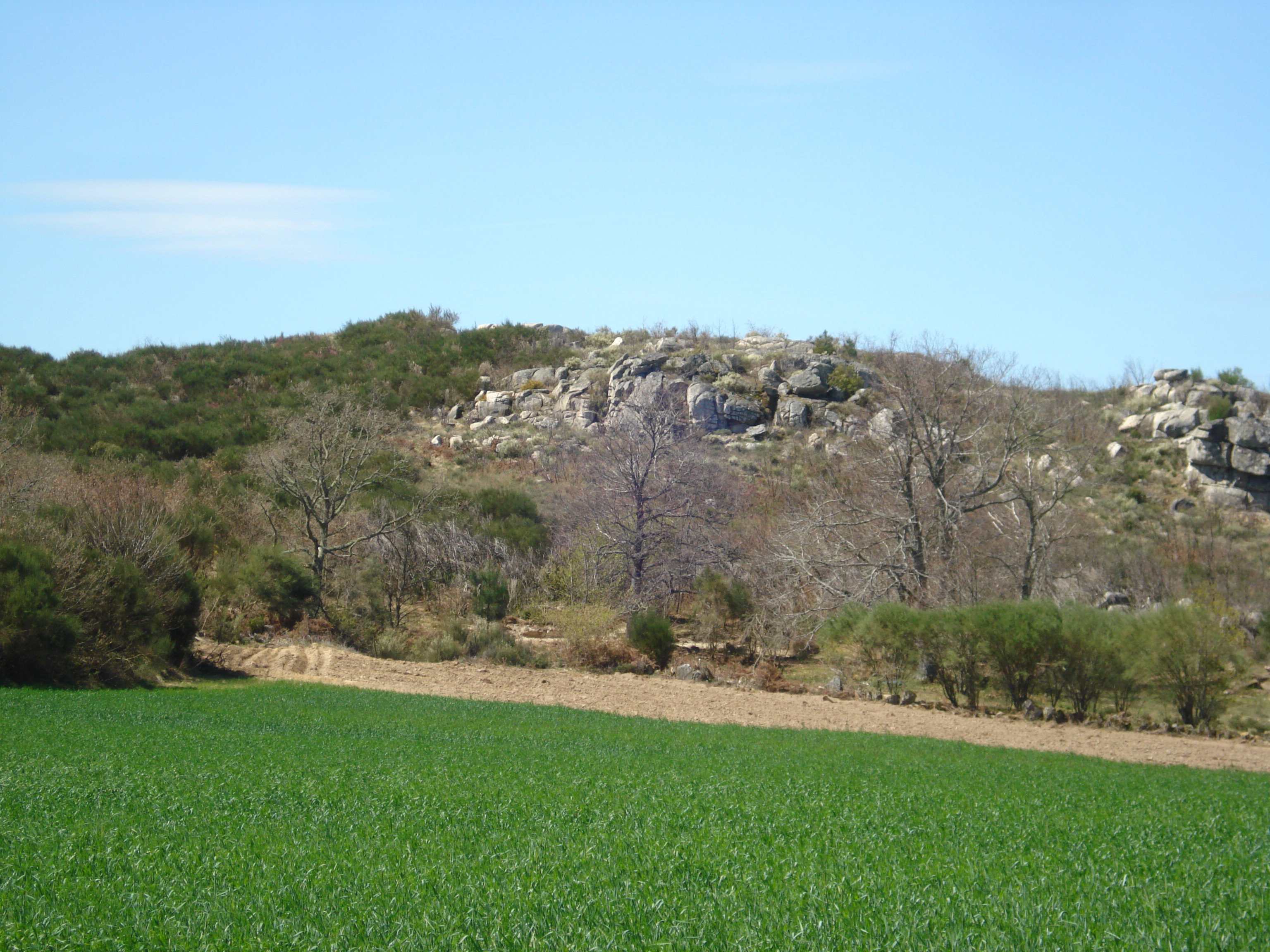
A Porta do Brunheiro
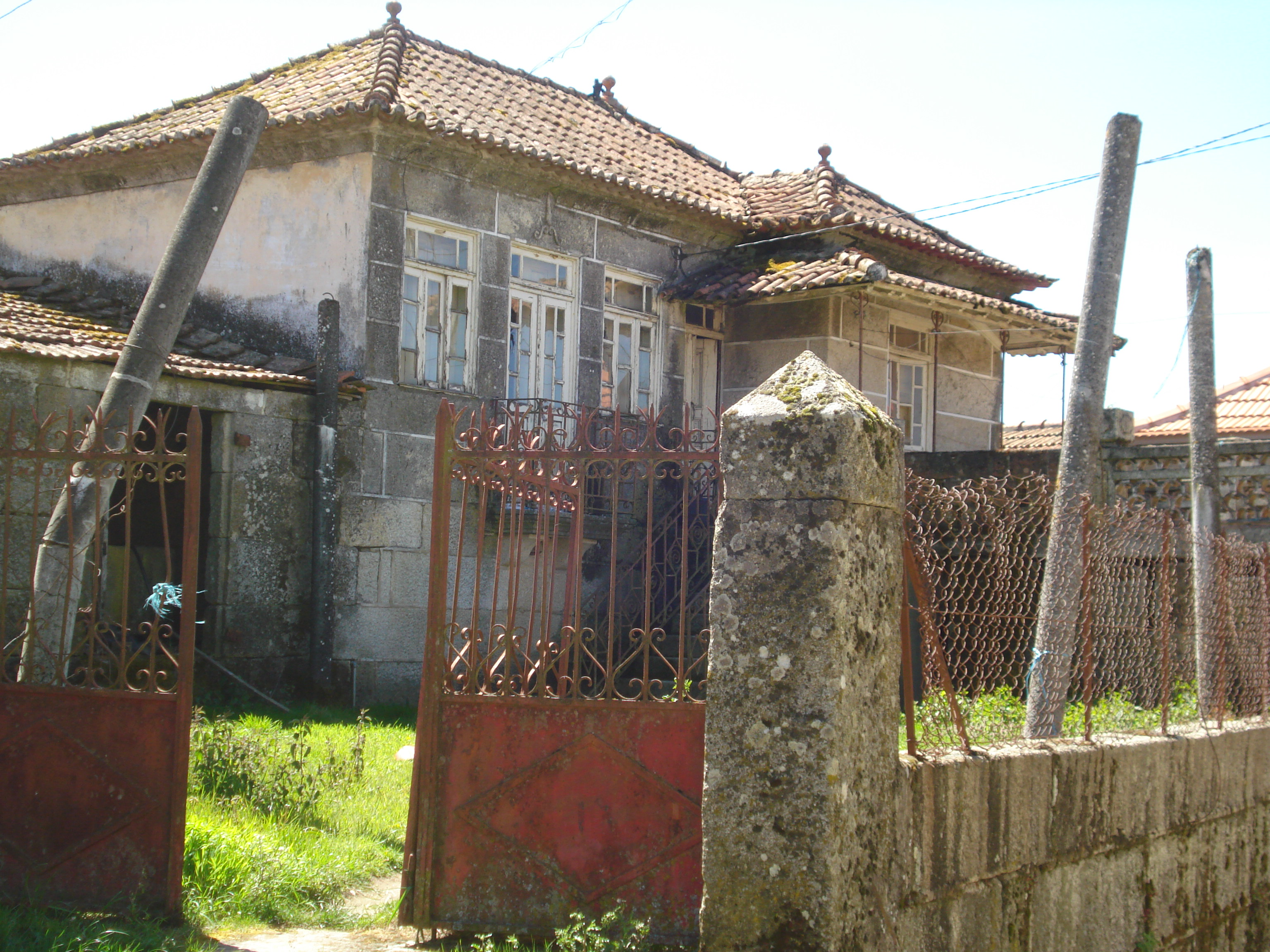
Casa de Maços
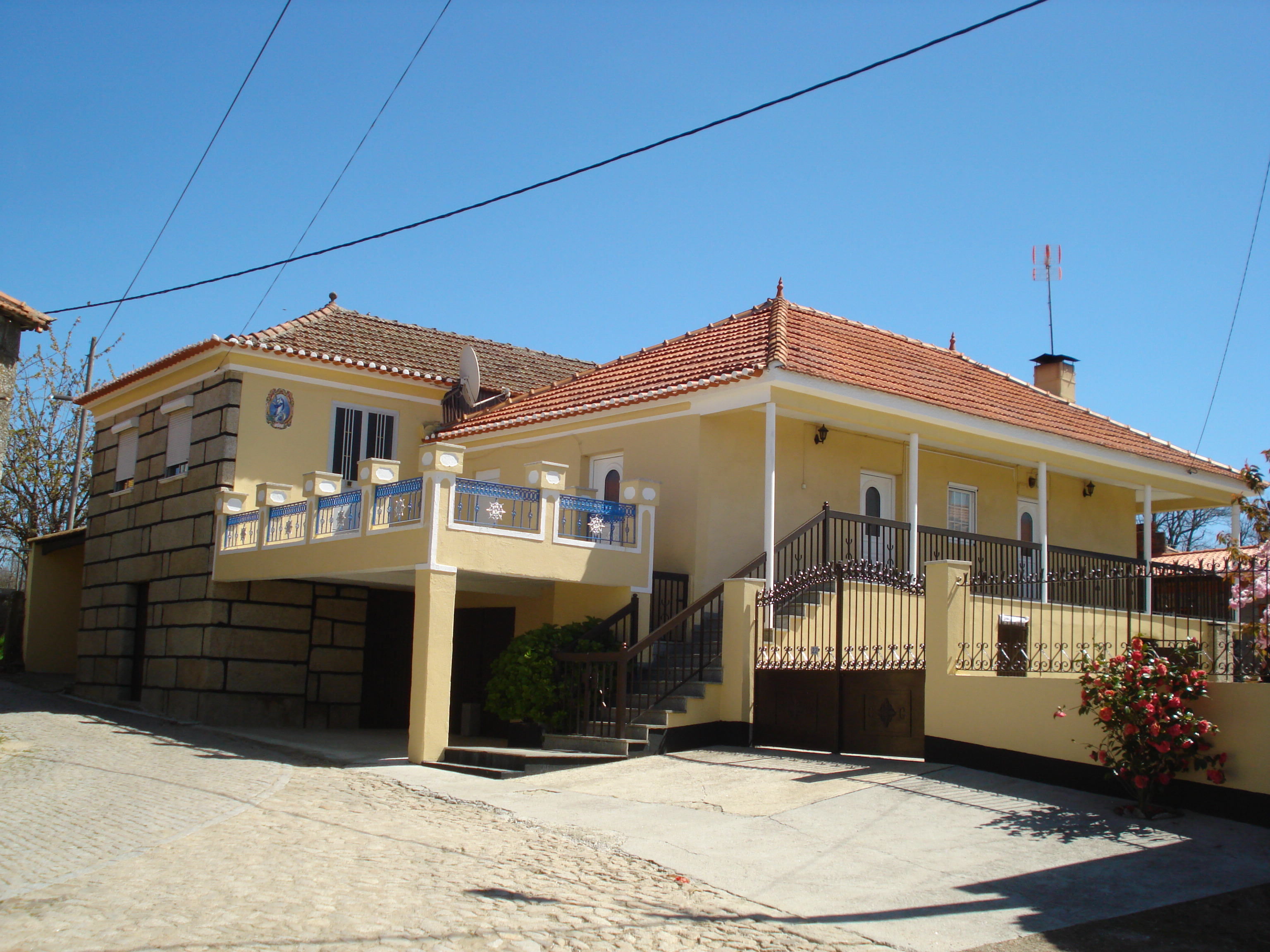
Casa Restaurada
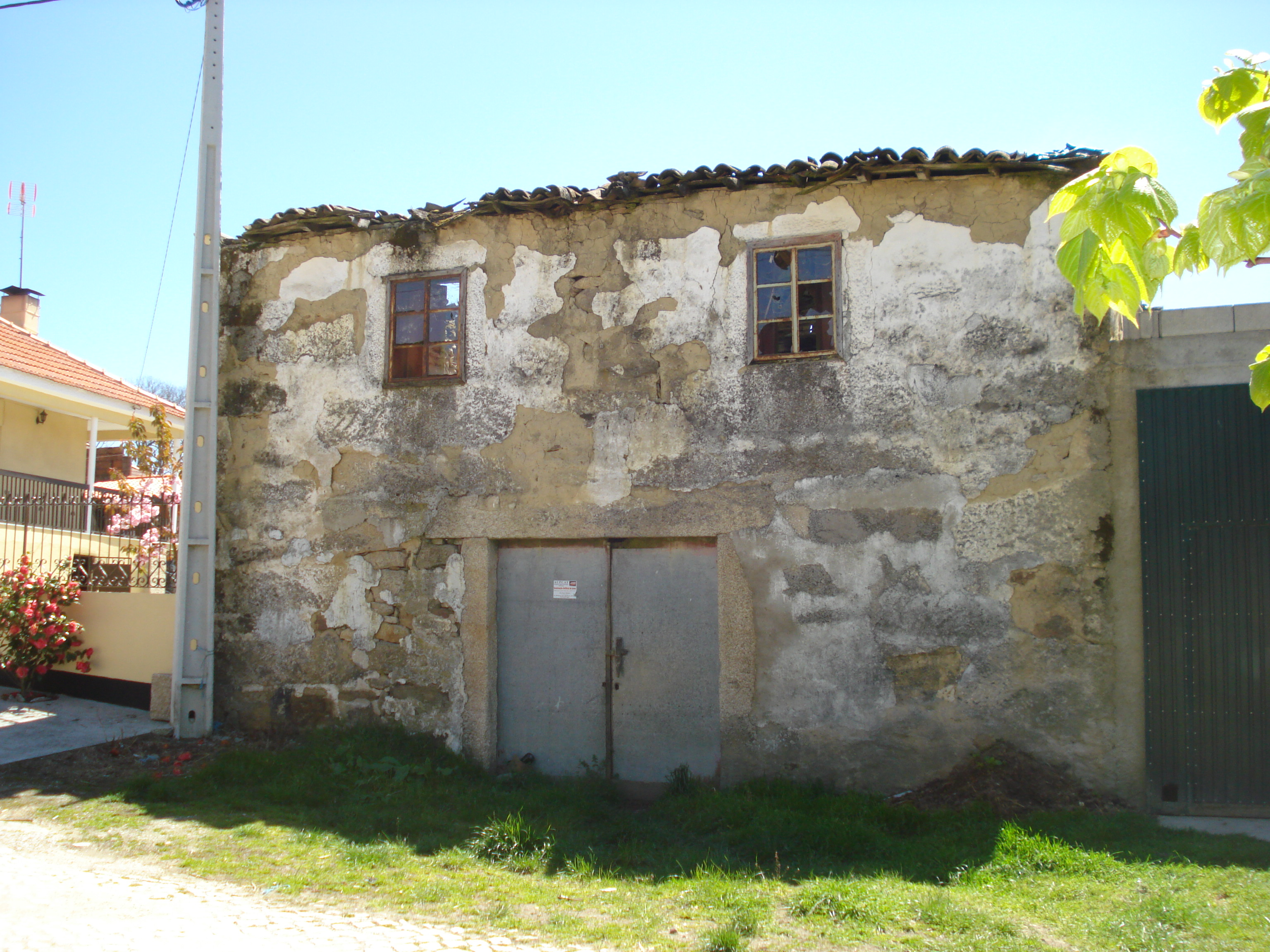
Casa em ruinas
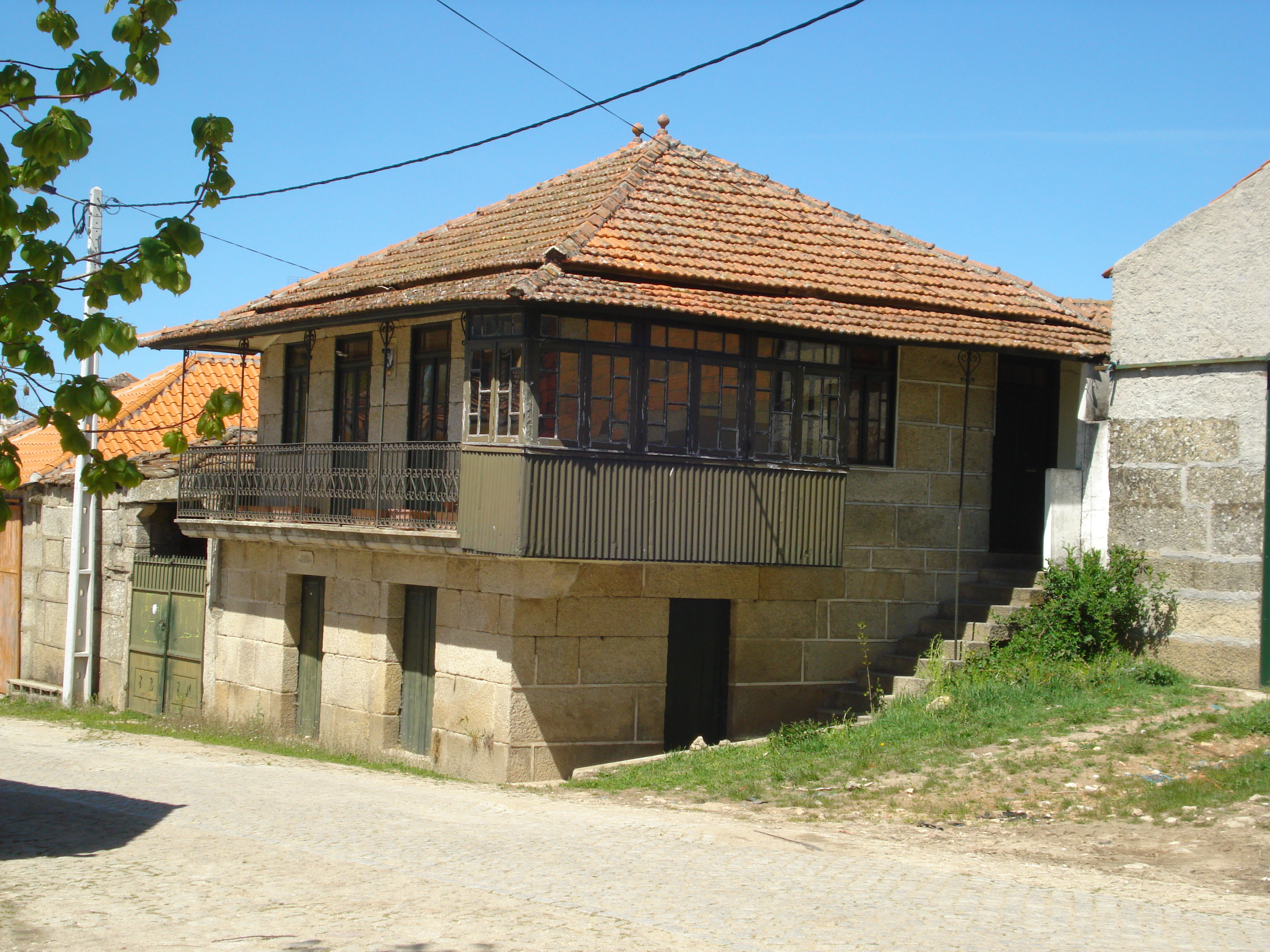
Casa Hermínia
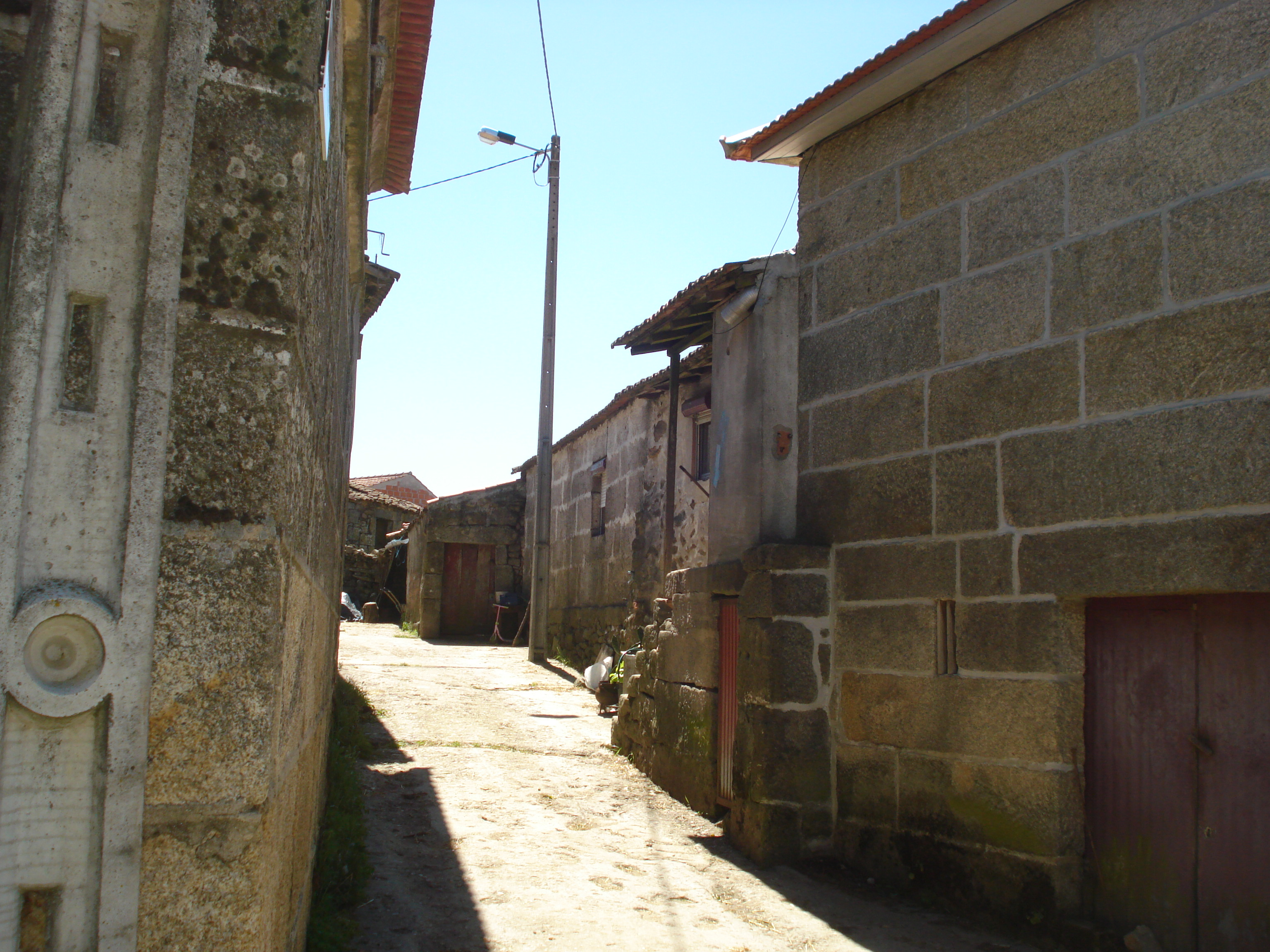
Rua Central
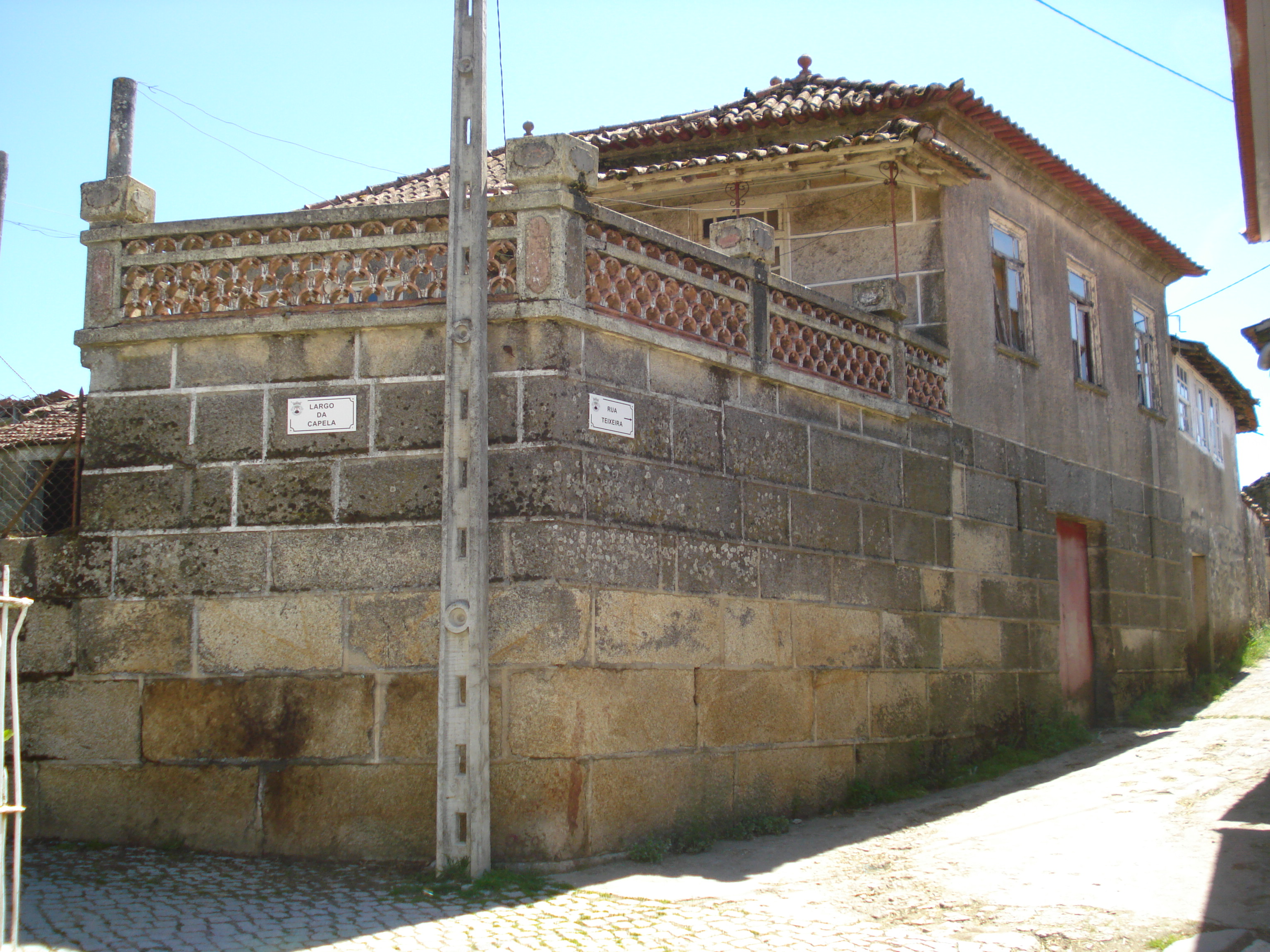
Uma rua
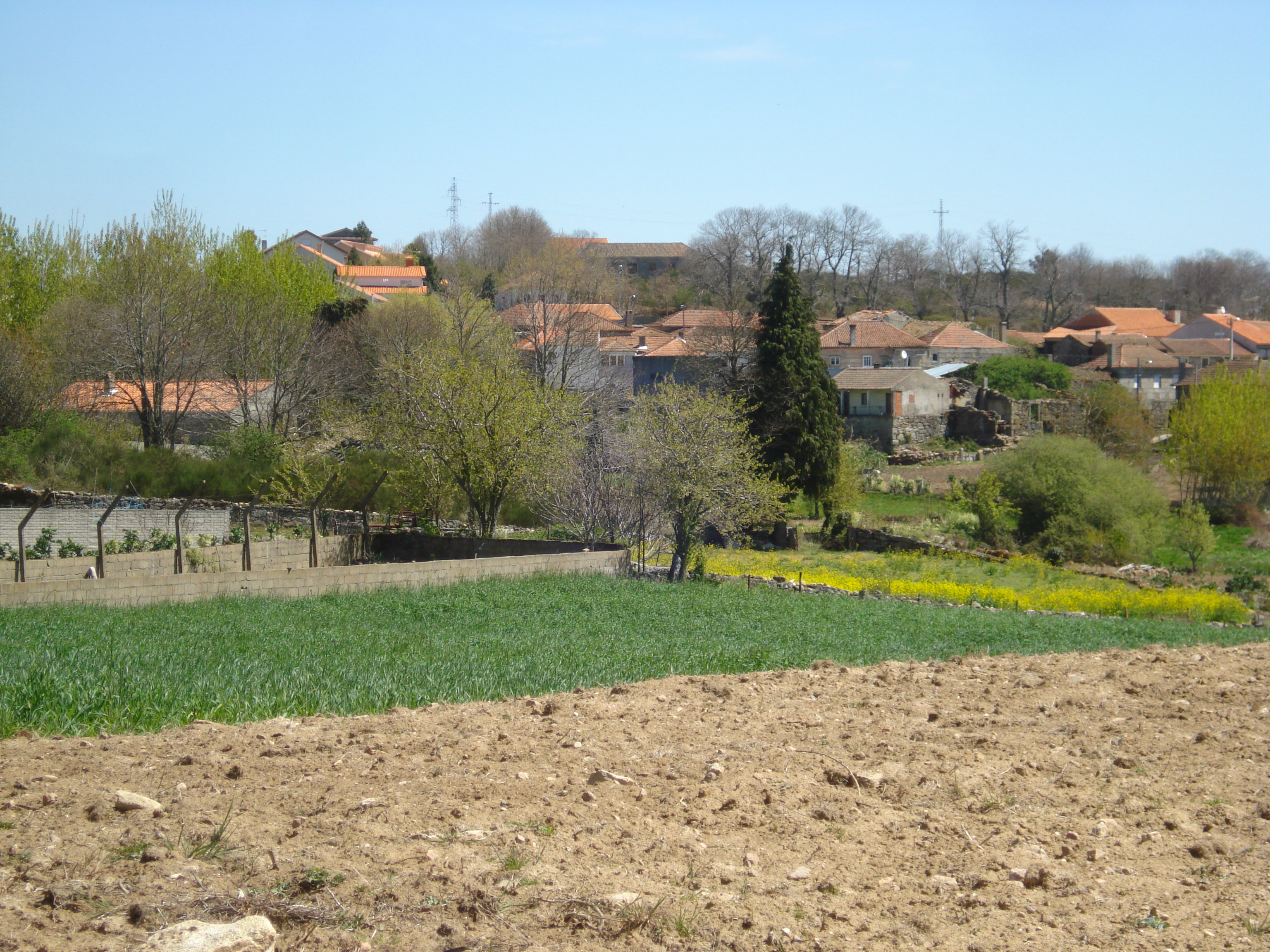
Maços-Vista Geral
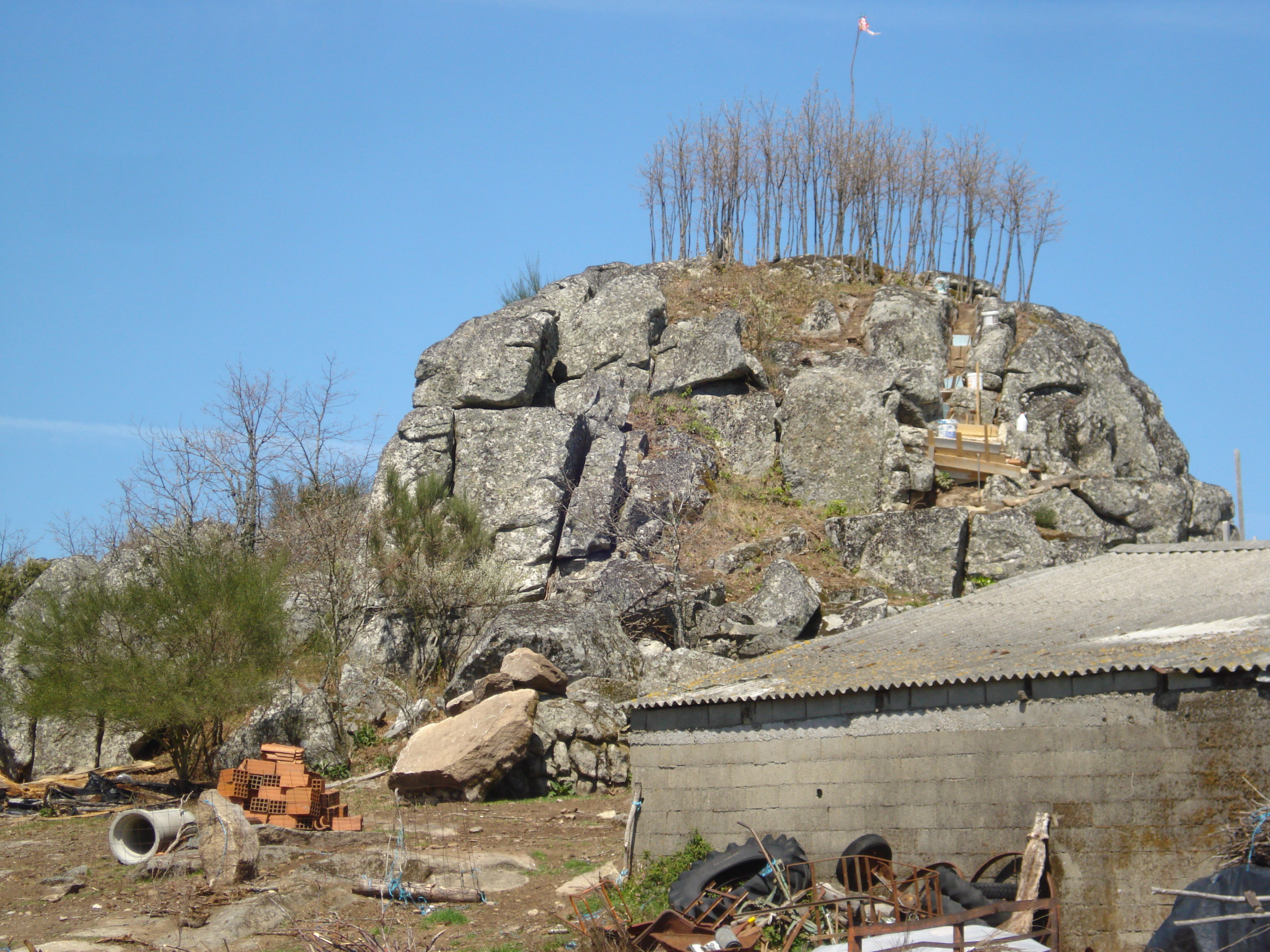
Morro Granítico
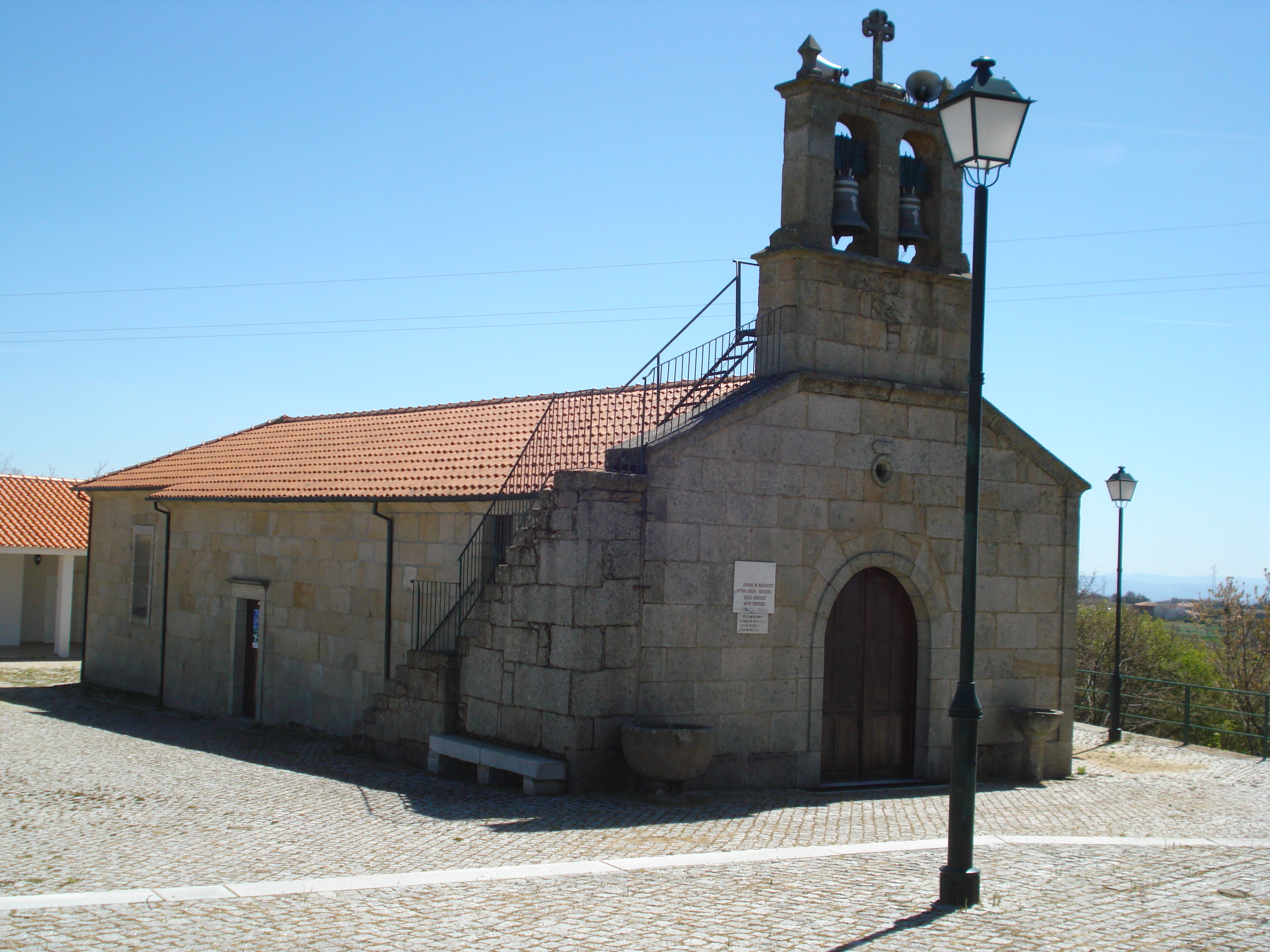
Igreja de Paredelhas
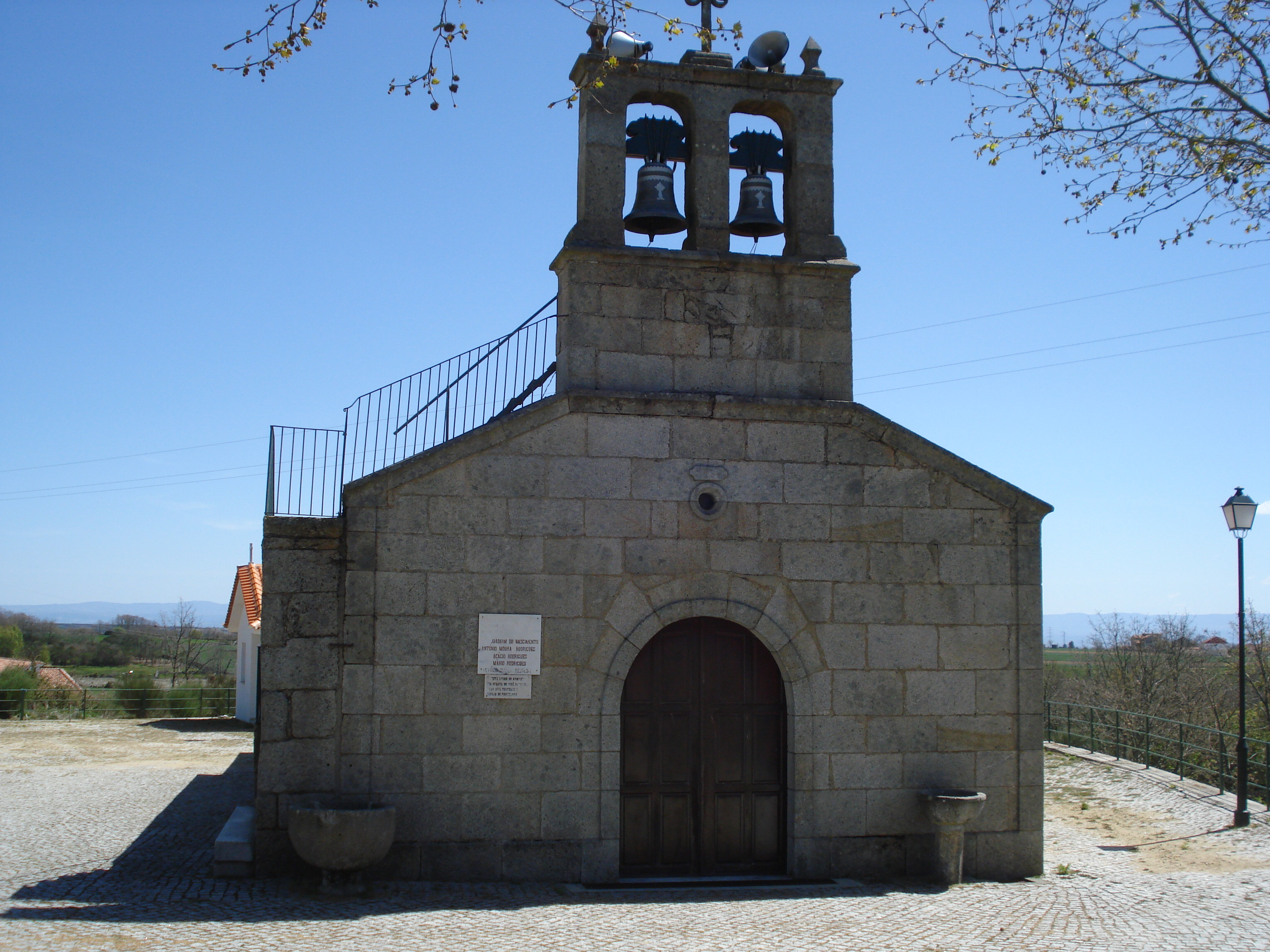
Igreja de Paredelhas